# ك. دبليو. ريان
ك. دبليو. ريان (بالإنجليزية: C. W. Ryan) هو سياسي أمريكي، ولد في 1869 في مقاطعة ديكالب في الولايات المتحدة، وتوفي في 1944 في فانكوفر في الولايات المتحدة. حزبياً، نشط في الحزب الجمهوري. وقد انتخب عضو مجلس نواب واشنطن.